# اچ‌ام‌اس اورول (۱۹۰۱)
اچ‌ام‌اس اورول (۱۹۰۱) (به انگلیسی: HMS Orwell (1901)) یک کشتی بود که طول آن ۲۱۶٫۲۵ فوت (۶۵٫۹۱ متر) بود. این کشتی در سال ۱۹۰۱ ساخته شد.